# Cantonul Neuf-Brisach
Cantonul Neuf-Brisach este un canton din arondismentul Colmar-Ribeauvillé, departamentul Haut-Rhin, regiunea Alsacia, Franța.

## Comune
- Algolsheim
- Appenwihr
- Balgau
- Biesheim
- Dessenheim
- Geiswasser
- Heiteren
- Hettenschlag
- Logelheim
- Nambsheim
- Neuf-Brisach (reședință)
- Obersaasheim
- Vogelgrun
- Volgelsheim
- Weckolsheim
- Wolfgantzen